# سورن هاروتیونیان
سورن گارگینی هاروتیونیان (ارمنی: Սուրեն Գուրգենի Հարությունյան؛ زادهٔ ۵ سپتامبر ۱۹۳۹ – درگذشته ۱ مارس ۲۰۱۹) یک سیاست‌مدار اهل ارمنستان که از ۱۹۸۸ تا اکتبر ۱۹۹۰ سمت دبیر اولی حزب کمونیست ارمنستان شوروی را برعهده داشت.
از تاریخ ۱۹۹۰ تا تاریخ ۱۹۹۵ سمت نمایندگی دوره اول شورای عالی جمهوری ارمنستان را برعهده داشت.